# Petrov (district de Blansko)
Pour les articles homonymes, voir Petrov.
Petrov (en allemand : Petrow) est une commune du district de Blansko, dans la région de Moravie-du-Sud, en République tchèque. Sa population s'élevait à 135 habitants en 2017.

## Géographie
Petrov se trouve à 4 km au nord-ouest de Kunštát, à 23 km au nord-ouest de Blansko, à 39 km au nord-nord-ouest de Brno et à 160 km à l'est-sud-est de Prague.
La commune est limitée par Sulíkov et Letovice au nord, par Kunštát à l'est, par Makov et Rozseč nad Kunštátem au sud, et par Rozsíčka à l'ouest.

## Histoire
La première mention écrite de la localité date de 1374.